# Bermuda a 2024. évi nyári olimpiai játékokon
Bermuda a franciaországi Párizsban megrendezett 2024. évi nyári olimpiai játékok egyik részt vevő nemzete volt. Az országot 5 sportágban 8 sportoló képviselte, akik érmet nem szereztek.

## Atlétika
| Versenyző           | Versenyszám       | Selejtező | Selejtező | Döntő    | Döntő    |
| Versenyző           | Versenyszám       | Eredmény  | Helyezés  | Eredmény | Helyezés |
| ------------------- | ----------------- | --------- | --------- | -------- | -------- |
| Jah-Nhai Perinchief | Férfi hármasugrás | 16.23 m   | 28        | kiesett  | kiesett  |

## Evezés
| Versenyző     | Versenyszám  | Előfutam | Előfutam | Vigaszág | Vigaszág | Elődöntő | Elődöntő | Elődöntő | Döntő | Döntő   | Döntő | Helyezés |
| Versenyző     | Versenyszám  | Idő      | Hely.    | Idő      | Hely.    | Típus    | Idő      | Hely.    | Típus | Idő     | Hely. | Helyezés |
| ------------- | ------------ | -------- | -------- | -------- | -------- | -------- | -------- | -------- | ----- | ------- | ----- | -------- |
| Dara Alizadeh | Férfi egypár | 7:23.70  | 5        | 7:17.05  | 3        | E/F      | 7:33.38  | 1        | E     | 7:03.12 | 4     | 28       |

## Triatlon
| Versenyző    | Versenyszám | 1,5 km úszás | Depózás 1 | 40 km kerékpározás | Depózás 2 | 10 km futás | Összesítés | Összesítés |
| Versenyző    | Versenyszám | Idő          | Idő       | Idő                | Idő       | Idő         | Idő        | Helyezés   |
| ------------ | ----------- | ------------ | --------- | ------------------ | --------- | ----------- | ---------- | ---------- |
| Tyler Smith  | Férfi       | 21:39        | 0:55      | 54:16              | 0:27      | 34:42       | 1:51:59    | 48         |
| Flora Duffy  | Női         | 22:05        | 0:56      | 58:44              | 0:28      | 33:59       | 1:56.12    | 5          |
| Erica Hawley | Női         | 24:05        | 0:58      | 1:00:37            | 0:31      | 36:44       | 2:02:55    | 41         |

## Úszás
| Versenyző   | Versenyszám     | Előfutam | Előfutam | Előfutam | Elődöntő | Elődöntő | Elődöntő | Döntő   | Döntő    |
| Versenyző   | Versenyszám     | Idő      | Hely.    | Össz.    | Idő      | Hely.    | Össz.    | Idő     | Helyezés |
| ----------- | --------------- | -------- | -------- | -------- | -------- | -------- | -------- | ------- | -------- |
| Jack Harvey | Férfi 100 m hát | 55.78    | 1        | 39       | kiesett  | kiesett  | kiesett  | kiesett | kiesett  |
| Emma Harvey | Női 100 m hát   | 1:01.47  | 8        | 23       | kiesett  | kiesett  | kiesett  | kiesett | kiesett  |

## Vitorlázás
| Versenyző           | Versenyszám | Futam | Futam | Futam | Futam | Futam | Futam | Futam | Futam | Futam | Futam | Futam   | Pontszám | Helyezés |
| Versenyző           | Versenyszám | 1     | 2     | 3     | 4     | 5     | 6     | 7     | 8     | 9     | 10    | É       | Pontszám | Helyezés |
| ------------------- | ----------- | ----- | ----- | ----- | ----- | ----- | ----- | ----- | ----- | ----- | ----- | ------- | -------- | -------- |
| Adriana Penruddocke | Női ILCA 6  | 14    | 35    | 26    | 35    | 15    | 23    | 44    | 36    | 42    | X     | kiesett | 226      | 36       |